# Diors
Diors és un municipi francès, situat al departament de l'Indre i a la regió de Centre – Vall del Loira. L'any 2007 tenia 761 habitants.

## Demografia

### Població
El 2007 la població de fet de Diors era de 761 persones. Hi havia 274 famílies, de les quals 44 eren unipersonals (28 homes vivint sols i 16 dones vivint soles), 77 parelles sense fills, 133 parelles amb fills i 20 famílies monoparentals amb fills.
La població ha evolucionat segons el següent gràfic:
Habitants censats

### Habitatges
El 2007 hi havia 282 habitatges, 275 eren l'habitatge principal de la família, 3 eren segones residències i 4 estaven desocupats. 280 eren cases i 2 eren apartaments. Dels 275 habitatges principals, 190 estaven ocupats pels seus propietaris, 82 estaven llogats i ocupats pels llogaters i 3 estaven cedits a títol gratuït; 9 tenien dues cambres, 31 en tenien tres, 93 en tenien quatre i 142 en tenien cinc o més. 249 habitatges disposaven pel capbaix d'una plaça de pàrquing. A 86 habitatges hi havia un automòbil i a 179 n'hi havia dos o més.

### Piràmide de població
La piràmide de població per edats i sexe el 2009 era:
| Homes | Edats   | Dones |
| ----- | ------- | ----- |
| 0     | 95 o +  | 0     |
| 0     | 90 a 94 | 1     |
| 1     | 85 a 89 | 1     |
| 1     | 80 a 84 | 2     |
| 6     | 75 a 79 | 11    |
| 7     | 70 a 74 | 13    |
| 9     | 65 a 69 | 12    |
| 11    | 60 a 64 | 4     |
| 9     | 55 a 59 | 7     |
| 20    | 50 a 54 | 15    |
| 33    | 45 a 49 | 32    |
| 31    | 40 a 44 | 35    |
| 34    | 35 a 39 | 38    |
| 30    | 30 a 34 | 33    |
| 20    | 25 a 29 | 16    |
| 9     | 20 a 24 | 14    |
| 27    | 15 a 19 | 19    |
| 38    | 10 a 14 | 32    |
| 32    | 5 a 9   | 34    |
| 19    | 0 a 4   | 19    |

## Economia
El 2007 la població en edat de treballar era de 497 persones, 401 eren actives i 96 eren inactives. De les 401 persones actives 375 estaven ocupades (195 homes i 180 dones) i 26 estaven aturades (7 homes i 19 dones). De les 96 persones inactives 32 estaven jubilades, 40 estaven estudiant i 24 estaven classificades com a «altres inactius».

### Ingressos
El 2009 a Diors hi havia 277 unitats fiscals que integraven 743 persones, la mediana anual d'ingressos fiscals per persona era de 18.075 €.

### Activitats econòmiques
Dels 29 establiments que hi havia el 2007, 2 eren d'empreses alimentàries, 3 d'empreses de fabricació de material elèctric, 4 d'empreses de fabricació d'altres productes industrials, 3 d'empreses de construcció, 5 d'empreses de comerç i reparació d'automòbils, 1 d'una empresa de transport, 1 d'una empresa d'hostatgeria i restauració, 1 d'una empresa financera, 3 d'empreses immobiliàries, 3 d'empreses de serveis, 1 d'una entitat de l'administració pública i 2 d'empreses classificades com a «altres activitats de serveis».
Dels 3 establiments de servei als particulars que hi havia el 2009, 2 eren electricistes i 1 agència immobiliària.
L'any 2000 a Diors hi havia 16 explotacions agrícoles que ocupaven un total de 2.262 hectàrees.

## Equipaments sanitaris i escolars
El 2009 hi havia una escola elemental.

## Poblacions més properes
El següent diagrama mostra les poblacions més properes.